# Coll de Sant Pau
El Coll de Sant Pau és una collada dels contraforts nord-orientals del Massís del Canigó, a 992,6 metres d'altitud, en el límit dels termes comunals de Pi de Conflent i de Saorra, tots dos a la comarca del Conflent, de la Catalunya del Nord. Està situat a l'extrem nord del terme de Pi de Conflent i al sud del de Saorra, a la carena de la dreta de la Rotjà que separa els dos termes. És a prop al nord de l'Oratori de Sant Pau, del qual pren el nom.